# Brick & Lace
Brick & Lace é uma dupla Jamaicana de R&B, formado pelas irmãs Nyanda e Nailah Thourborne, originada na cidade de Kingston. Originalmente Brick & Lace consistiu de três irmãs Tasha, Nailah e Nyanda . Tasha deixou o grupo, mas ela continua a trabalhar nos bastidores e co-escreve músicas para suas irmãs. O grupo lançou seu primeiro álbum, Love Is Wicked em 2007.

## Carreira

### Inicio
Brick e Lace foram contratadas pelo cantor e compositor de hip hop Akon, pela sua gravadora  Kon Live Distribution. Seu pai é Jamaicano e sua mãe é nativa de Nova Iorque.  A dupla fez turnês internacionais, incluindo os países Malawi, Quénia, Nigéria, Uganda, Senegal, Tanzânia, Zâmbia e Zimbabwe.

### 2007-10: Love Is Wicked
Seu primeiro álbum, Love Is Wicked teve um lançamento limitado em vários países, em 04 de setembro de 2007. O álbum gerou quatro singlesː "Get That Clear (Hold Up)", "Never, Never", " Love Is Wicked " e "Take Me Back". O single Love Is Wicked, foi o de mais sucesso alcançado o número 6 em diferentes gráficos na Finlândia. "Never, Never" foi um sucesso na Finlândia, bem como na Quênia, onde atingiu o numero 14 na parada de pico em 2008. Brick e Lace realizaram uma turnê (The Sweet Escape Tour) com Gwen Stefani em 24 de maio de 2007 em Camden, Nova Jersey , entrando no lugar de Lady Sovereign , que não compareceu. Em 2008, as sequelas de seu primeiro hit do álbum, as irmãs foram ocupados em muitos passeios para o ano, principalmente na Europa e na África pela demanda popular, e também produziu algumas canções novas como "Cry on Me" e  "Bad to di Bone". 
No ano de 2009, Brick e Lace lançaram seu single chamado "Bad to di Bone" tornando um sucesso nos países europeus e africanos. Começando o ano de 2010 com a liberação quatro novas canções em março. Um próximo segundo single e vídeo de música para promover seu segundo álbum foi dito ser iminentemente breve, quando as meninas foram entrevistados em dezembro de 2009. Eles lançaram os singles "Love Is Wicked" e "Bad To Di Bone"  como singles de zumbido para o seu próximo álbum e retirou "Clube It Up" dos mercados de internet para planos futuros. Finalmente resolvido com o lançamento do seu álbum de estreia, com dois singles de platina internacionais: "Love Is Wicked" e "Bad To Di Bone".

### 2011-12: Retorno independente, novos planos e álbuns
Houve um buzz na internet afirmando que as meninas vão lançar um segundo álbum em 2011-12. Começando o ano de 2011, Brick and Lace visitou em janeiro e fevereiro internacionalmente em toda a Europa, Ásia-Pacífico e África. Logo após Nyanda, o mais velho dos dois, que já estava no final da gravidez, foi fazer uma pausa para cuidados de saúde e seu bebê em breve para nascer. Brick and Lace irmã mais nova Candace tem atualmente preenchido por ela por qualquer representação de turismo. Últimas notícias é que Brick and Lace será turnê pela Europa novamente em abril, maio e junho de 2011. Foi revelado que Nyanda já deu à luz seu bebê e já está dois meses pós-gravidez. Ela voltou a Brick & Lace. Atualmente, as meninas estão trabalhando com DJs franceses pesados, dourado Crew e Martiniquean artista Lynnsha , em sua próxima canção de sucesso chamado "In Love with the Music". O vídeo já foi recorde e como é a música; aguardando liberação. Um trecho da canção foi lançada durante uma semana oficial e a música transcende mais sobre as raízes techno, novos ao estilo de Brick & Lace.
Em 2012, Brick & Lace também lançou a música bi-lingual para os seus fãs franceses com artistas como Rim-K e Vincenzo. A faixa "Grenade" do álbum de Vincenzo "La Matrice" e "Take It to the Ring", uma faixa demo por Dj Zack. Como seu Bloodline equipe escrita da canção, as irmãs co-escreveu Christina Aguillera de "Around The World", de seu álbum, Lotus.

## Carreira Solo
Depois de visitar a África com artistas como a rapper Eve, Brick & Lace começou o ano de 2013, indo em carreiras solo. Isso levou a rumores em toda a internet afirmando que as irmãs tinham se separado e que Brick & Lace não existia mais. No entanto, de acordo com suas páginas do Twitter e Facebook, Nailah e Nyanda ambos decidiram fazer uma pausa a partir da dinâmica na Brick & Lace por pelo menos um ano, de modo que eles podem explorar mais a sua própria criatividade como artistas solo. No entanto, cada irmã afirmou que retornaria como Brick & Lace de continuar a trabalhar em seu segundo álbum.
A mais jovem, Nailah, adquiriu um novo nome artístico "Nyla", também lançou seu projeto solo, começando com uma assinatura sob nova gravadora Ky-mani Marley, Konfrontation Music, ea estréia de seu single solo chamado "Stand Up"

## Discografia

### Álbuns
- (2007) Love Is Wicked

### Singles
- (2007) "Never Never"
- (2007) "Never, Never (Remix)"
- (2007) "Love Is Wicked"
- (2007) "Get That Clear (Hold Up)"
- (2008) "Take Me Back"
- (2009) "Bad to Di Bone"
- (2011) "In Love With The Music (part. Golden Crew)"
- (2012) "This Time (part. Kizzo)"
- (2012) "How I Like It (part. Remady)"
- (2013) "Club Saved My Life (part. Wally Lopez & J. Balvin)"
- (2014) "Heart Beat"

### Singles com participação
- (2006) "Jamaican Girl" (com Obie Trice)
- (2008) "Puakenikeni" (com Nicole Scherzinger)